# کاملتال
کاملتال (به آلمانی: Kammeltal) یک شهر در آلمان است که در گونتسبورگ واقع شده‌است.